# Pasching
Pasching est une ville autrichienne, située dans la Haute-Autriche, dans le district de Linz-Land.

## Sport
- Football :
  - ASKÖ Pasching (dissous en 2007).
  - FC Pasching/LASK Juniors OÖ/FC Juniors OÖ (refondé en 2007 par les fans de l'ASKÖ Pasching) (D2 autrichienne).